# Арніс Медніс
Арніс Медніс (латис. Arnis Mednis; *18 жовтня 1961) — латвійський джазовий співак, представник Латвії на конкурсі пісні Євробачення 2001.

## Біографія
Почав музичну кар'єру в 1980, ставши учасником групи «Odis». У 1990-х став переможцем музичного конкурсу «Liepājas dzintars», згодом також взяв участь в фестивалях в Юрмалі і Сопоті.
У 2001 представляв свою країну на Євробаченні з піснею «Too Much», зайнявши дев'ятнадцяте місце, набравши шістнадцять балів.
Арніс став лауреатом кількох музичних премій, а також випустив шість сольних альбомів.
У 2011 переніс серйозний інсульт.

## Дискографія
- Sātana Radītā (1990)
- Shadow and Rain (1994)
- Amber Blues (1996)
- Shake Before Use (1996)
- Ambervoice (1998)
- Cooler (1999)
- Spaceman (2001)